# Campylidium trichocladum
Campylidium trichocladum là một loài Rêu trong họ Amblystegiaceae. Loài này được (Taylor) Ochyra mô tả khoa học đầu tiên năm 2003.